# Fenesta ca lucive
Fenesta ca lucive (Svítící okno) je neapolská píseň, za jejíhož autora je považován italský hudební skladatel Vincenzo Bellini (1801–1835). Měl jí složit na text neznámého autora za svého pobytu v Neapoli kolem roku 1822, když byl žákem Niccola Antonia Zingarelliho. Tiskem byla vydána poprvé roku 1835 jako píseň od neznámého autora.
Píseň má velmi ponurý obsah. Mladík zjistí, že okno jeho nemocné milé již nesvítí, a dozví se od její sestry, která se z okna vyklonila, že dívka zemřela. Říká mu, aby šel do kostela, kde dívka spí se smrtí, a podíval se do její rakve, kde z jejích úst místo slov lásky vyjdou již jen červi. Mladík v kostele požádá kněze, aby udržoval hořící svíci nad dívčinou rakví, a namísto toho, aby se vrátil do ulic mezi živé, jde na hřbitov očekávat den, kdy mu smrt dovolí být opět s jeho milou.
Pro svou nádhernou melodii a neuvěřitelně tesknou atmosféru píseň byla a je v repertoáru mnoha slavných tenorů (Enrico Caruso, Mario Lanza, Luciano Pavarotti, José Carreras a další). U nás je známá v přednesu Karla Gotta.

## Text písně v neapolštině
Fenesta ca lucive e mo nun luce…

sign'è ca nénna mia stace malata…

S’affaccia la sorella e me lo dice

Nennella toja è morta e sotterrata

Chiagneva sempe ca durmeva sola,
mo dorme co' li muorte accompagnata.
"Cara sorella mia, che me dicite?

Cara sorella mia che me contate?"

"Guarde 'ncielo si nun me credite.

Purzi' li stelle stanno appassiunate.

E' morta nenna vosta, ah, si chiagnite,
Ca quanto v'aggio ditto e' beritate!"
"Va nella chiesa e scuopre lu tavuto,

Vide nennella toja comm’è turnata

Da chella vocca che n’ascéano sciure

mo n'esceno li vierme…Oh! che piatate!

Zi’ parrucchiane mio, àbbice cura:
na lampa sempe tienece allummata..."
Ah! nenna mia, si' morta, puvurella!

Chill'uocchie chiuse nun l'arape maje!

Ma ancora all'uocchie mieje tu para bella

Ca sempe t'aggio amata e mmo cchiu' assaje

Potesse a lo mmacaro mori' priesto
E m'atterrasse a lato a tte, nennella!
Addio fenesta, rèstate 'nzerrata

ca nénna mia mo nun se pò affacciare…

Io cchiù nun passarraggio pe' 'sta strata:

vaco a lo camposanto a passíare!

'Nzino a lo juorno ca la morte 'ngrata,
mme face nénna mia ire a trovare!...